# Blonda

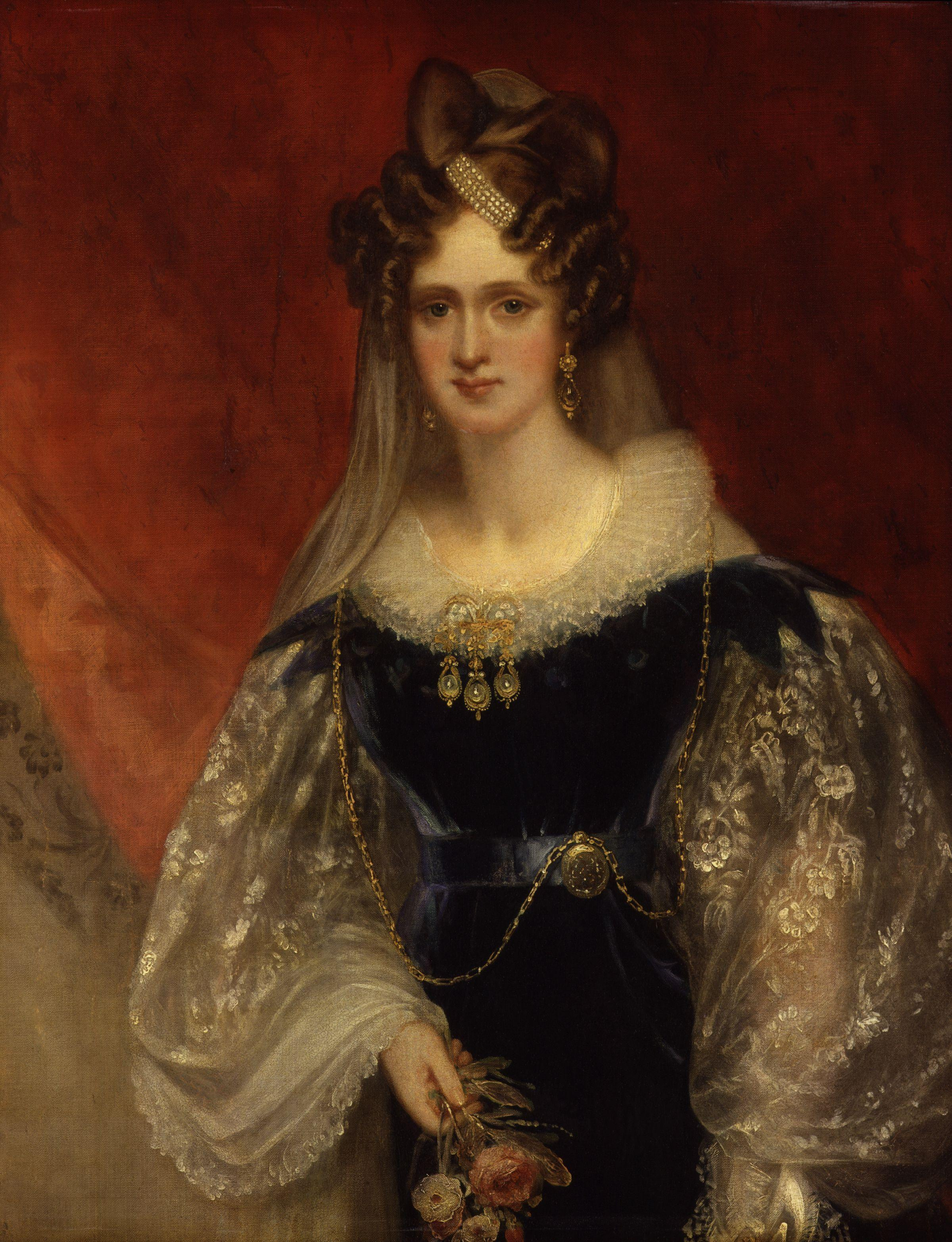
La reina Adelaida amb treballs de blonda, c. 1830.

La blonda és un teixit molt similar a l'encaix, amb la qual es fan colls, punys, etc., amb dibuixos apropiats a la forma de la peça. La blonda és molt similar a l'encaix i se'n diferencia, en rigor, tan sols en la finor dels fils, en què s'empra la seda en lloc del lli, i per això mateix resulta més bella, delicada i de major cost.
Abans de la mecanització de la seva fabricació, la blonda s'elaborava com l'encaix, mitjançant un coixí de fusta polida que constava de tres parts:
- Un mànec per on l'operari prenia el boixet per moure'l.
- Una gola a manera de rodet, per on es debanava el fil de seda.
- Un cap amb la seva gola per subjectar el fil.

El punt o, millor dit, els punts poden ser els mateixos que s'empren a l'encaix, i queda tot reduït a un punt de malla més o menys complicat per a formar la gasa i un mig punt per a formar les flors o els motius d'adorn. Sembla, però, que els punts exclusius de la blonda són l'anomenat punt anglès i el punt senzill, que es coneix amb el nom de garbet. La malla es fa amb seda molt fina anomenada cabell de seda, retorçant un fil sobre un altre per fer la brida que forma la xarxa. Per al mig punt, que ha de ser molt espès, s'empra seda grossa o torçal poc retorçat, perquè formi una massa tancada i brillant que es destaqui del tul gairebé invisible que constitueix el fons o punt de malla. La vena o teixit que s'enllaça en la labor i va contornejant els ornaments és de seda lassa.
Les blondes es fan en banda al llarg del coixinet, amb un ample que poques vegades excedeix els quinze centímetres. Aquestes bandes s'uneixen després per les vores amb gran cura amb l'agulla i seda fina, imitant el teixit de la gasa, operació que es diu entolar, i així és com es fan les anomenades mantellines d'Almagro. Es diu antolax el teixit de flors massisses sense enreixat, fabricat amb cinc o sis caps de brins units o amb una doblada, que passa a formar el grapat del gruix indicat.
Es poden fer de blonda colls, punys, corbates, etc., sempre que tinguin dibuixos apropiats a la forma de la peça que es vol teixir.

## Història
Els primers assaigs que es van fer per substituir el treball manual per màquines es van deure als anglesos que feien tul de diverses classes. Els telers primitius produïen un punt de mitja atapeït, llis i sense clars, però des de 1780 es teixien motes mitjançant un cilindre com el d'un orgue, produint un retorciment o mota de seda que s'envoltava d'una cadena gruixuda per mitjà d'una agulla. Després es va inventar el teler per fer tul de dobles brides, que es coneixia amb el nom de tul de bobines. Sobre aquest tul anglès es brodaven o cosien flors per fer les aplicacions ordides de Brussel·les.
Al segle xix, el centre més important de producció de blondes a Espanya era a Almagro (Castella-La Manxa), que era molt famós per les seves mantellines. Allà, gran nombre de fàbriques manufactureres rivalitzaven entre si, bé per la col·lecció de dibuixos, bé pel nombre, el gust artístic o el puntejat.